# Sepsophis punctatus
Genre
Espèce
Sepsophis punctatus, unique représentant du genre Sepsophis, est une espèce de sauriens de la famille des Scincidae.

## Répartition
Cette espèce est endémique d'Andhra Pradesh en Inde. Elle se rencontre dans les Golconda hills.

## Publication originale
- Beddome, 1870 : Descriptions of new reptiles from the Madras Presidency. Madras Monthly Journal of Medical Science, vol. 2, p. 169-176 (texte intégral).